# Dominique de Villepin
Dominique Marie François René Galouzeau de Villepin (obvykle Dominique de Villepin, * 14. listopadu 1953 Rabat) je francouzský spisovatel, diplomat a politik. V letech 2005 až 2007 byl předsedou francouzské vlády.

## Biografie
Vystudoval politologii na Pařížském institutu politických věd a pokračoval na prestižní francouzské univerzitě (přesněji) École nationale d'administration. Stal se diplomatem a působil jako vyslanec ve Washingtonu D.C. (1984-1989) a v Novém Dillí (1989-1992). Stoupal v hodnostech francouzského práva jako jeden z chráněnců tehdejšího prezidenta Jacquese Chiraca.
Do všeobecného světového povědomí se dostal jako ministr zahraničních věcí, když vyjádřil v r. 2003 svůj nesouhlas s invazí do Iráku. Vše vyvrcholilo jeho proslovem před OSN, kdy vystoupil proti druhé rezoluci OSN povolující použití síly proti režimu diktátora Saddáma Husajna.

## Vyznamenání
- velkodůstojník Řádu svatého Karla – Monako, 1997[3]
- velkodůstojník Řádu litevského velkoknížete Gediminase – Litva, 10. února 1998[4]
- velkokříž Řádu prince Jindřicha – Portugalsko, 4. února 1999[5]
- velkodůstojník Řádu zásluh o Italskou republiku – Itálie, 21. října 1999[6]
- velkokříž Řádu za zásluhy Polské republiky – Polsko, 2000[7]
- velkodůstojník Řádu za zásluhy – Litva, 21. dubna 2004[4]
- velkokříž Národního řádu za zásluhy – Francie
- velkokříž s řetězem Řádu tří hvězd – Lotyšsko
- velkokříž Norského královského řádu za zásluhy – Norsko